# Крапинсько-Загорська жупанія
Кра́пинсько-За́горська жупанія (хорв. Krapinsko-zagorska županija) — округ на північному заході Хорватії. Назва походить від найбільшого міста жупанії — Крапина та історичної області Хорватське Загор'я, більшість якої входить до нинішньої жупанії.

## Географія
Жупанія займає площу 1224 км², що робить її однією з найдрібніших жупаній країни, але за густотою населення 116 мешканців/км² це один з найгустонаселеніших округів Хорватії, поступаючись у цьому відношенні лише Меджимурській та Вараждинській жупаніям. На північному заході межує з Вараждинською жупанією, на південному заході і південному сході з Загребською жупанією, на півдні з міським округом Загреб, а на заході має спільний кордон зі Словенією.
Рельєф жупанії досить горбистий, у південній частині простягається гірський кряж Медведниця, що відокремлює жупанію від Загреба. 

### Клімат
На території Крапинсько-Загорської жупанії панує вологий клімат континентального типу, якому притаманне помірно тепле літо і досить дощова та холодна зима. 

### Сполучення
По території жупанії проходить залізнична та автомобільна магістраль Вараждин-Осієк.

## Економіка
В окрузі розвинено сільське господарство, головним чином, виноградарство. 

## Історія і сьогодення
Крапинсько-Загорський округ — кандидат на найзразковішу жупанію Хорватії: багато сіл і містечок, розкиданих по схилах пагорбів ідеально підходять для сільського і дачного господарства (зокрема, виноградарства). Попри свою красу, чимала кількість річечок і струмків, що збігають з пагорбів, та озер по багатьох долинах спричиняють своєрідний ефект, властивий для всього Загор'я: 15% часу у році густий туман значно знижує видимість в цьому окрузі.
Межуючи зі Словенією історична область Хорватське Загор'є була частиною Австрійської імперії. З тих часів і бере свій початок більшість численних замків розкиданих по всьому округу. Найвідоміші середньовічні замки в цьому краю — Великий Табор, Міляна, Бежанец, Геленбах, Міленград тощо. Крім того, біля міст Крапина і Стубиця є термальні джерела, де розташовано бальнеологічні курорти. 
Можливо, найдивовижнішою прикметою краю є розкопки 100000-літнього неандертальця у печерах біля центрального міста Крапина. Існування самої Крапини як такої писемні джерела виводять з 1193 р. Відтоді вона була завжди улюбленим місцем для замків та інших заміських будинків хорватських і угорських правителів.

## Населення та адміністративний поділ
За даними перепису 2001 року, на території жупанії проживало 142432 людини. Жупанія майже мононаціональна - 98,4% населення становлять хорвати, 0,3% — словенці, 0,2% — серби. 
В адміністративному відношенні жупанія ділиться на 25 муніципальних утворів (7 міст, 25 громад).

Міста:
- Крапина, столиця жупанії
- Орослав'є
- Златар
- Забок
- Доня Стубиця
- Преграда
- Кланєц

Громади:
- Бедековчина
- Будинщина
- Десинич
- Джурманец
- Горня Стубиця
- Хращина
- Хум на Сутлі
- Єсенє
- Кралєвец на Сутлі
- Крапинське Топлице
- Коньщина
- Кумровец
- Марія-Бистриця
- Лобор
- Маче
- Міховлян
- Нові Голубовец
- Петровско
- Радобой
- Светі-Кріж-Зачретє
- Стубичке Топлице
- Тухель
- Велико Трговище
- Загорска Села
- Златар-Бистриця